# Narthecium americanum
El narteci americà (Narthecium americanum) és una herba pertanyent a la família de les narteciàcies.

## Descripció
És una herbàcia amb la tija d'un 2,5-4,5 cm d'alçària. Les fulles tenen 10-20 cm × 0,7-2,5 mm. Les flors són groguenques i menudes (4-9 mm de llargària), les quals es reuneixen en raïms compactes de 3-6 cm. El fruit és una càpsula de 10-14 mm, incloent els extrems filiformes. Les llavors són el·líptiques i d'uns 8 mm.

## Hàbitat i Distribució
El narteci americà creix en sòls arenosos de zones que s'entollen regularment, però que en què no s'estanca molta aigua, ja que aquest no tolera l'aigua estancada. També es pot trobar a molleres, praderies molles, aiguamolls de muntanya i als marges de rierols.
Aquesta espècie està classificada com a rara o en perill d'extinció a Carolina del Nord (JL Amoroso 1997), Carolina del Sud (DA Rayner et al. 1979), i Nova Jersey (Snyder DB i VE Vivian 1981), queden 35 poblacions, i s'ha extingit a Delaware (AO Tucker et al. 1979). El nombre d'individus totals és menor de 3000, en general la mitjana del nombre d'individus per població és de 100.

## Galeria

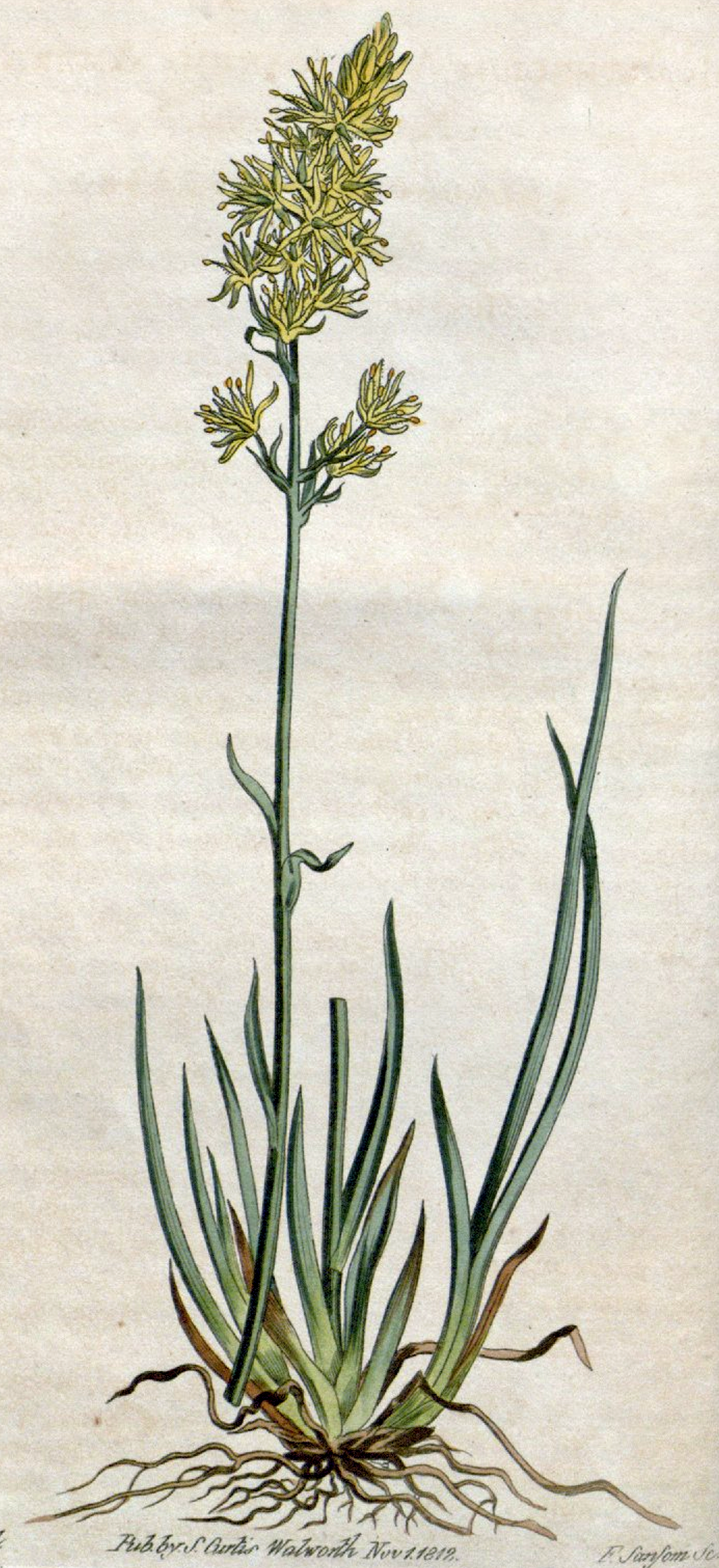
Il·lustració extreta de Curtis's Botanical Magazine v.37-38 (1813)
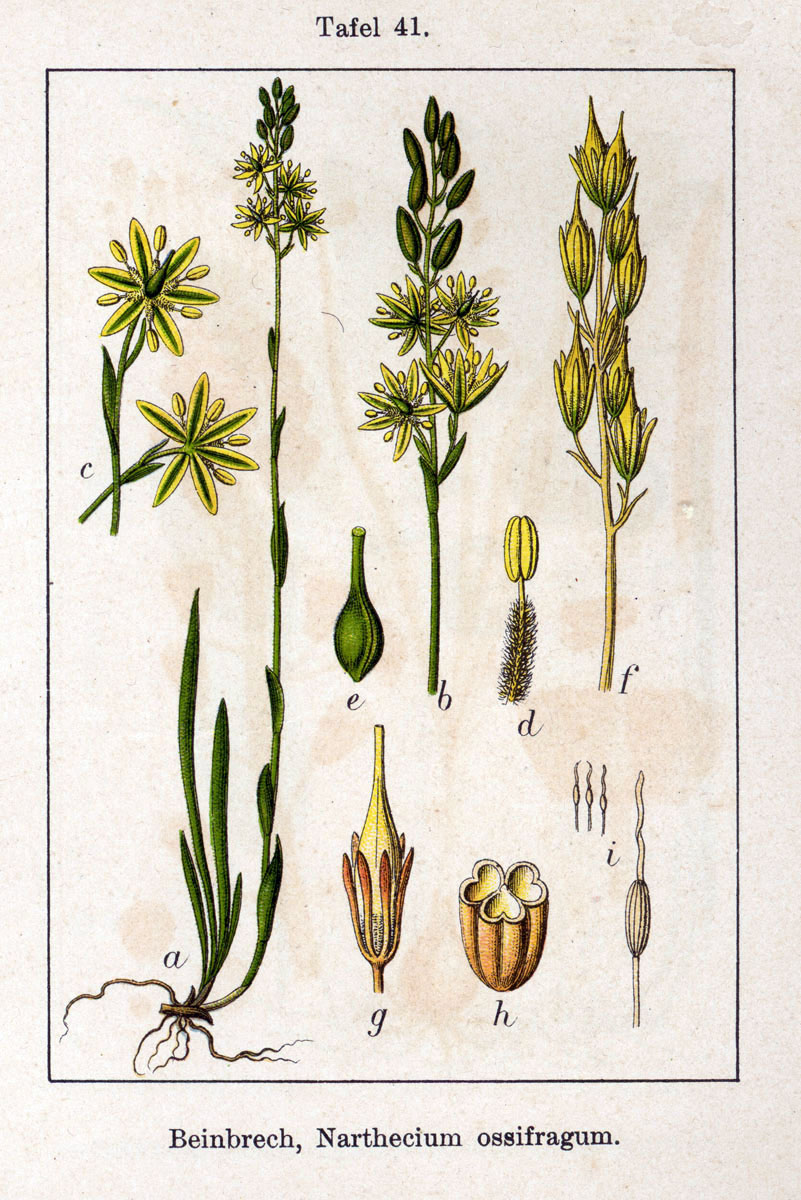
Il·lustració extreta de An illustrated flora of the northern United States, Canada and the British Possessions vol. I (1913).